# FN Forty-Nine
FN Forty-Nine je polavtomatska pištola Belgijskega koncerna FN Herstal. Ime je skovanka iz kalibrov v katerih je na voljo to novo orožje.

## Koncept
Pištola je ena redkih pištol, ki deluje samo v načinu dvojnega delovanja sprožilca, čeprav ima namesto klasičnega kladivca in udarne igle za sprožitev naboja vgrajen striker. Za razliko od drugih tovrstnih pištol je pri Forty-Nine striker vedno v popolnoma nevtralnem položaju (drugod je po navadi v t. i. pre-set položaju). Sila proženja je zato pri tej pištoli za vsak strel velika (okoli 4,5 kg), hod sprožilca pa dolg. Prednost takega delovanja je v tem, da lahko naboj, ki ni sprožil poskusimo izstreliti še enkrat s preprostim potegom sprožilca medtem, ko je pri drugih podobnih pištolah tak naboj potrebno izvreči s potegom zaklepišča. Pištola deluje na modificiranem browningovem principu kratkega trzanja cevi.
Forty-Nine je izdelan iz sodobnih in trpežnih materialov. Ogrodje je izdelano iz polimerov, zaklepišče in ostali vitalni deli pa so iz visoko kakovostnega nerjavečega jekla. Na ogrodju je standardno weaverjevo vodilo za nameščanje dodatne taktične opreme brez posegov v orožje.
Pištola nima zunanje varovalke, zaradi položaja strikerja pa le-ta tudi ni varovan. Pištola je tako vedno pripravljena na uporabo in zaradi velike sile, potrebne za proženje kljub odsotnosti varoval relativno varna za nošenje celo z nabojem v cevi.
Zaradi klasične namenskosti za bojno uporabo so na pištoli serijsko na voljo samo klasični odprti nenastavljivi merki.